# 曾国猷
曾国猷（英語：Mark Tsang，1981年1月28日—）是一名香港电视节目主持人，香港藝人曾志偉的幼子。

## 生平
曾國猷生於香港，父亲是香港影星曾志伟，母亲是其第二任妻子朱錫珍，同父异母大姐是香港影星曾宝仪，同父母哥哥是香港导演曾国祥，大嫂为无线艺人王敏奕，2012年9月21日与张可蕙结婚，但于2021年2月離婚。2017年和梁芷珮共同担任香港电视广播有限公司电视栏目《超级台湾任务》主持人。